# Epiniac
Epiniac (en bretó Sperneg, en gal·ló Espeinyac) és un municipi francès, situat a la regió de Bretanya, al departament d'Ille i Vilaine. L'any 2006 tenia 1.163 habitants.

## Demografia
| 1962                                       | 1968  | 1975  | 1982  | 1990  | 1999  |
| ------------------------------------------ | ----- | ----- | ----- | ----- | ----- |
| 1.004                                      | 1.126 | 1.064 | 1.104 | 1.105 | 1.078 |
| Des de 1962: població sense dobles comptes |       |       |       |       |       |

## Administració
| Període   | Identitat                   | Partit |
| --------- | --------------------------- | ------ |
| 1983-2001 | René Houitte de la Chesnais |        |
| 2001-2008 | Joëlle Trufflet             |        |
| 2008-     | Xavier Guillier             |        |